# Seulpeumboda deo seulpeun i-yagi
Seulpeumboda deo seulpeun i-yagi (슬픔보다 더 슬픈 이야기?), noto anche con il titolo internazionale More than Blue, è un film del 2009 scritto e diretto da Won Tae-yeon.

## Trama
Chul-gyu ed Eun-won si conoscono da molti anni e hanno condiviso entrambi un doloroso passato, essendo entrambi orfani e sull'orlo della povertà. I due iniziano a vivere insieme, tuttavia Chul-gyu scopre di avere un cancro in fase terminale.

## Distribuzione
In Corea del Sud la pellicola è stata distribuita dalla Showbox, a partire dall'11 marzo 2009.